# Hernalser Waggonfabrik

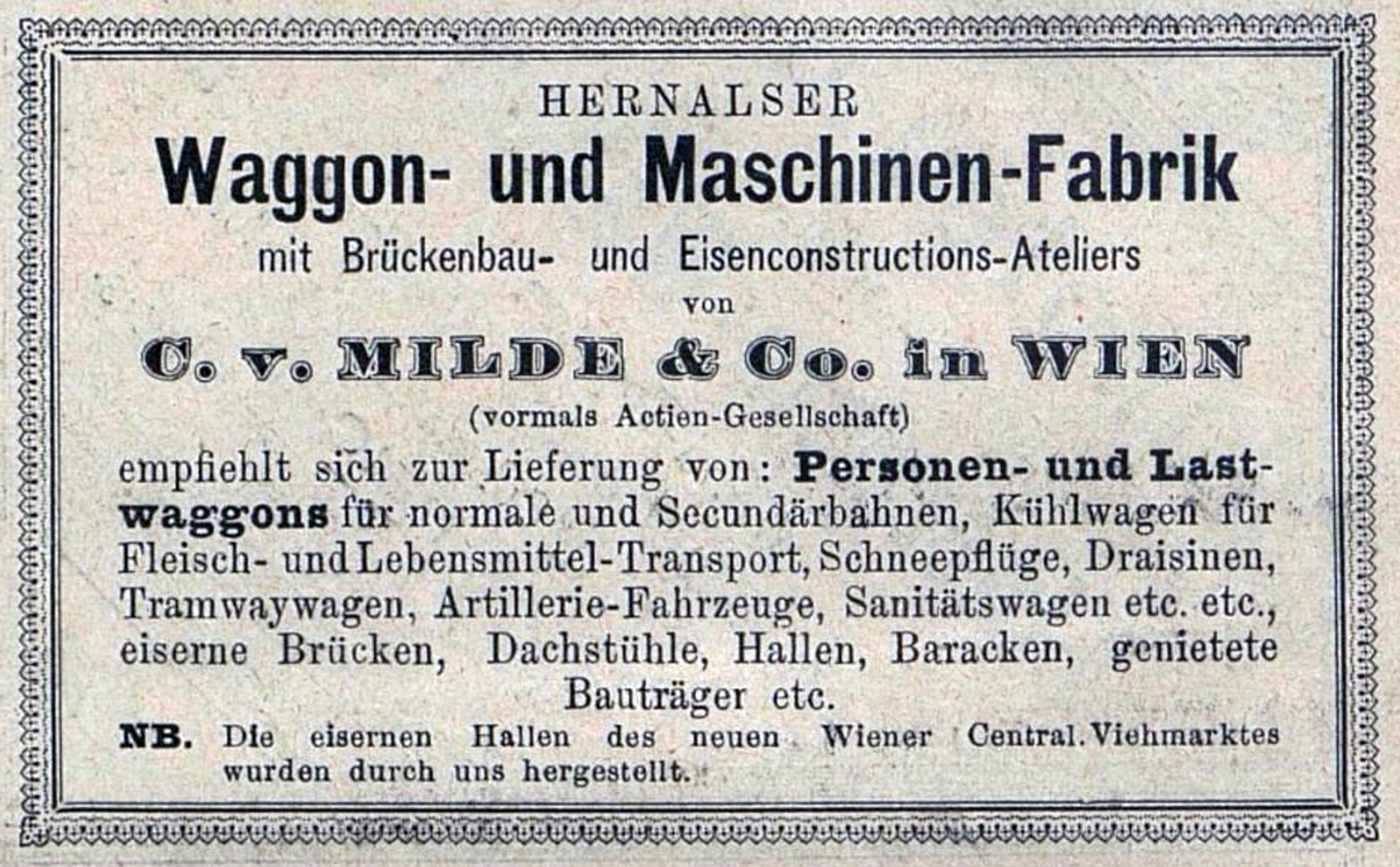
Werbeanzeige (1884)

Die Hernalser Waggonfabrik, später als Hernalser Waggon- und Maschinenfabrik bezeichnet, war ein nur knapp 20 Jahre existierender Industriebetrieb in Wien-Hernals.

## Geschichte
Das Unternehmen wurde 1868/69 als Wagons- und Tramway-Baugesellschaft gegründet, die Fabrik befand sich in der Hernalser Hauptstraße Nr. 124. Ursprünglicher Zweck war der Bau von Straßenbahnwagen (in Wien als Tramway bezeichnet), Hernals lag an der Strecke der ersten, 1865 eröffneten Wiener Straßenbahnlinie.
Nachdem der Bau von Straßenbahnfahrzeugen nicht ausreichend Beschäftigung gab, wurde bereits im Folgejahr die Erzeugung von Eisenbahnwaggons aufgenommen. Der Zeitpunkt war günstig gewählt, da in den Folgejahren das österreichische Eisenbahnnetz durch den Bau mehrerer wichtiger Hauptstrecken entschieden erweitert wurde.
Das Unternehmen entwickelte sich rasch zum Großbetrieb und wurde mit 19. Juli 1871 als Hernalser Waggon-Fabriks-Actiengesellschaft im Handelsregister protokolliert. Einer der Mitglieder des Verwaltungsrates war Viktor Ofenheim von Ponteuxin. Für das Geschäftsjahr 1871 konnte den Aktionären eine Dividende von 10 Gulden ausgezahlt werden, der Arbeiterstand betrug 550 Personen. Es wurden in jenem Jahr 26 Personenwagen, 332 Kohlen- und Güterwagen sowie 70 sonstige Fahrzeuge erzeugt. Der Gesamtwert der Produktion betrug 902.781 Gulden. Für das Jahr 1872 sind 846 Fahrzeuge zu verzeichnen, deren Produktionswert insgesamt 1,4 Millionen Gulden betragen hat. Um der gesteigerten Nachfrage gerecht zu werden, wurde der Mitarbeiterstand in jenem Jahr auf 700 Personen erhöht.

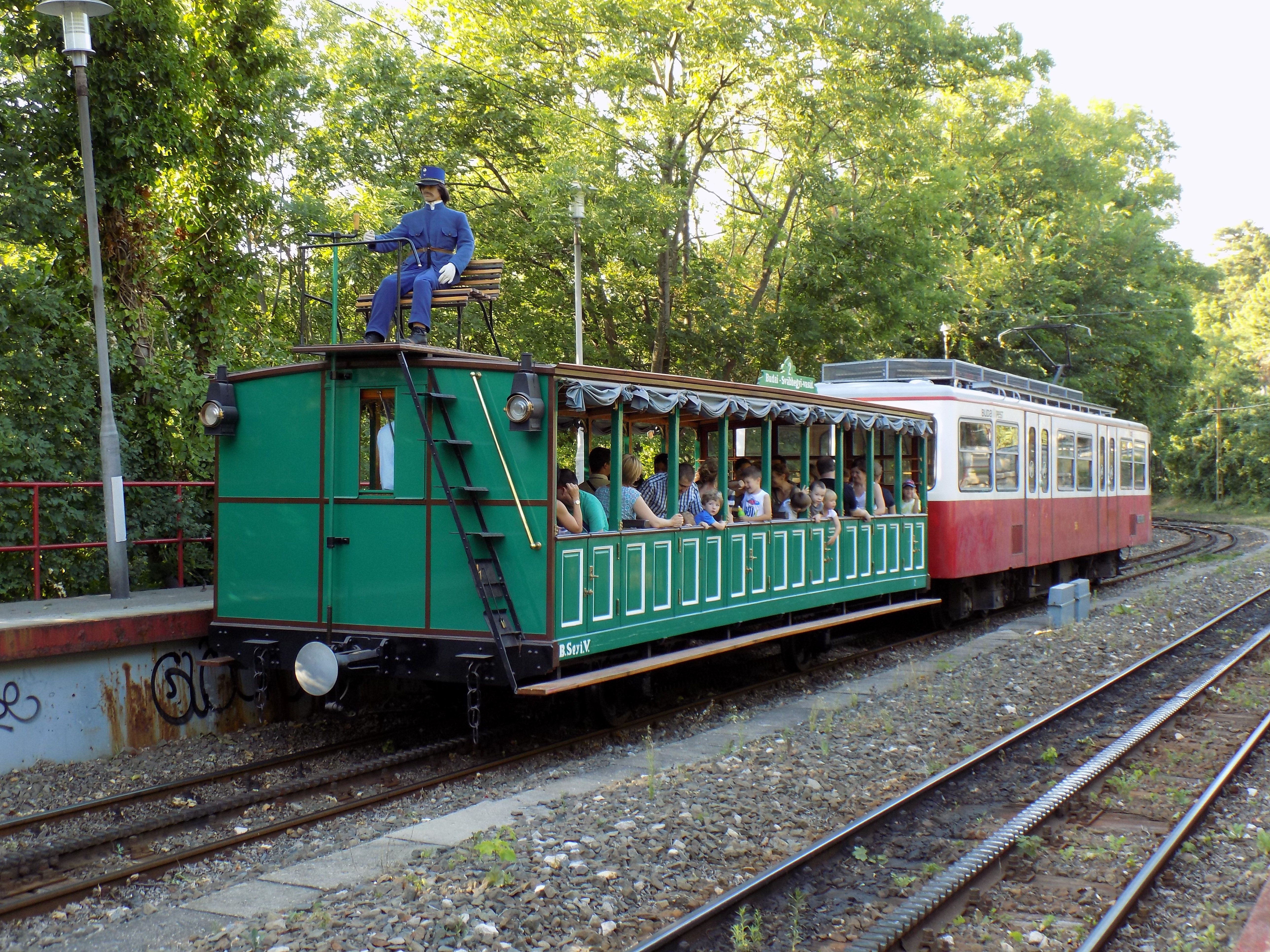
Vorstellwagen der Schwabenbergbahn

Wie bedeutend die Fabrik zu dieser Zeit war, lässt sich daran erkennen, dass Hernals für Georges Nagelmackers die ersten vier Schlafwagen für die neu gegründete Compagnie Internationale de Wagon-Lits konstruierte und baute.
Im Jahr 1873 waren bereits an die 1.100 Arbeiter in der Waggonfabrik beschäftigt. Auf der Wiener Weltausstellung 1873 war das Unternehmen unter anderem mit einem der Schlafwagen für die Internationale Schlafwagengesellschaft vertreten, der aufgrund seiner neuartigen Konzeption für viel Furore sorgte. Ebenso wurde ein früher Doppelstockwaggon („Etagenwagen“) der Staatseisenbahn-Gesellschaft ausgestellt, dieser besaß bereits ein komplett aus Eisen gebautes Untergestell. Mit Stand August 1873 wurden insgesamt 1.555 Stück Eisenbahnwaggons (darunter Personenwagen, Güterwagen, Schneepflüge, Tender, Schlafwagen und Salonwagen), 310 Straßenbahnfahrzeuge und 175 Pferde-Omnibusse erzeugt. Zu den Kunden zählten fast alle damaligen österreichisch-ungarischen Eisenbahngesellschaften, die CIWL, die Kahlenberg-Zahnradbahn, die Schwabenbergbahn in Budapest, die Standseilbahn auf den Wiener Leopoldsberg sowie Straßenbahn- und Omnibusbetriebe in Wien, Konstantinopel, Leipzig und Berlin.
In der Folge des Börsenkrachs 1873 schien das Unternehmen in erste wirtschaftliche Probleme geraten zu sein, eine im Geheimen abgehaltene Generalversammlung wurde von der Presse als „obszön“ und „skandalös“ bezeichnet. Das Geschäftsjahr 1873 musste mit einem Verlust von fast 200.000 Gulden abgeschlossen werden, das Folgejahr bereits mit 492.000 Gulden Verlust.

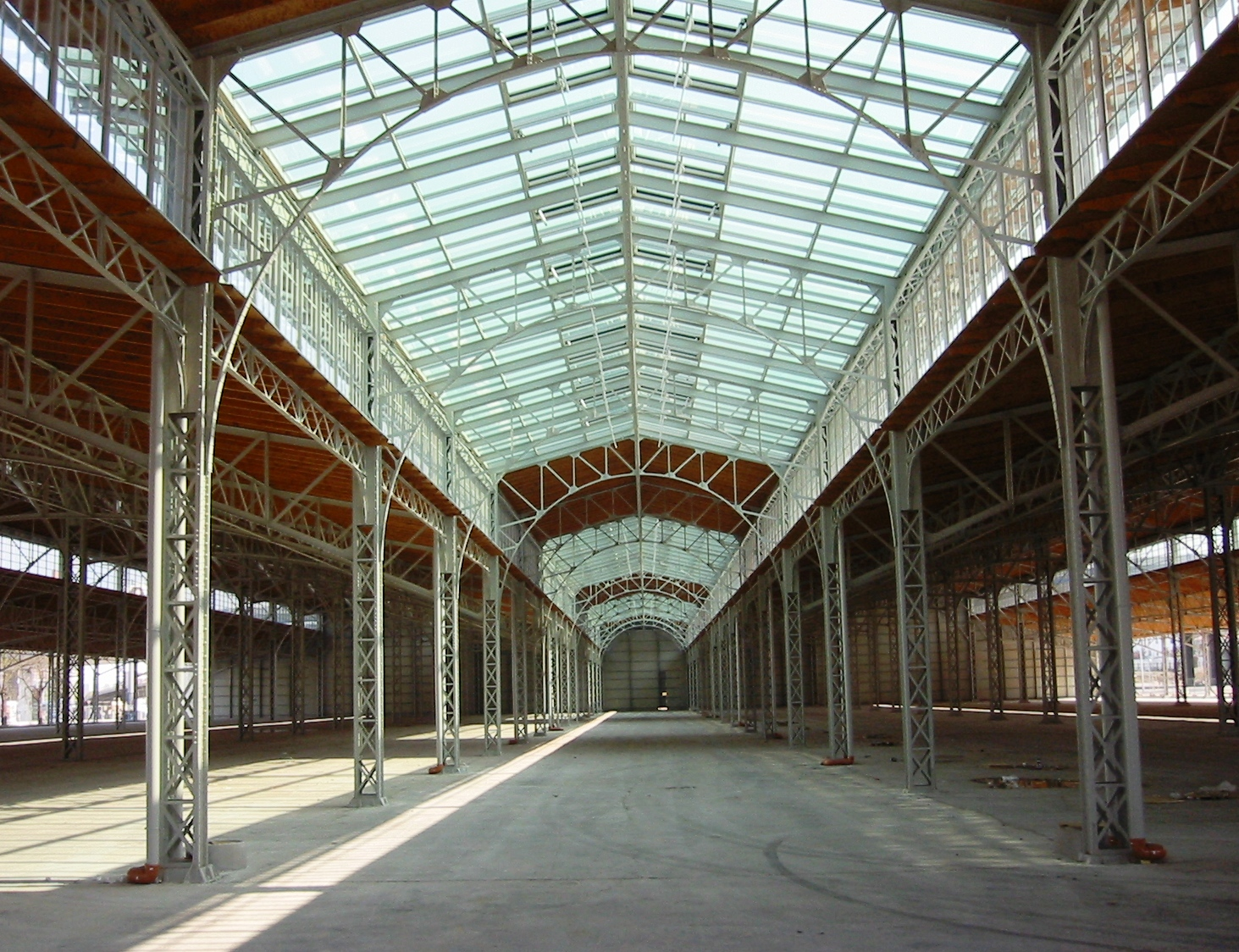
Hallenkonstruktion der Marx-Halle

Im August 1875 drohte eine Massenentlassung von Arbeitern aufgrund fehlender Aufträge, in Zeitungsannoncen wurde die Übernahme „selbst kleinster“ Reparaturen beworben. 1876 musste das Unternehmen schließlich liquidiert werden und wurde in der Folge von Carl von Milde als Hernalser Waggon- und Maschinenfabrik C. von Milde & Comp. weitergeführt.
Ab diesem Zeitpunkt wurde die Produktpalette auf Maschinen und Eisenkonstruktionen erweitert, so wurden beispielsweise 1880 eiserne Traversen für den Dachstuhl des Wiener Rathauses gefertigt. Für die Kaiser Franz Josephs-Bahn lieferte man 1881 eine Stahlbrücke in Böhmen und für die Gemeinde Wien wurden 1884 die Hallenkonstruktionen des Zentralviehmarktes in St. Marx (heute Marx-Halle) erzeugt. Im selben Jahr wurden für die neu entstandenen k.k. Staatsbahnen insgesamt 276 Waggons gefertigt. 1886 erging ein Auftrag von 15 Coupéwagen 3. Klasse und 70 Kohlenwagen von der Kaiser Ferdinands-Nordbahn, daneben wurden eine größere Anzahl Personen- und Güterwagen für die Staatsbahnen gebaut.

### Niedergang
Die Mitarbeiterzahl sank gegen Ende der 1880er Jahre auf lediglich 300 Beschäftigte, für den Oktober 1887 ist eine Auftragsstockung und die drohende Massenentlassung von Arbeitern belegt. Eine Deputation der Gemeinde Hernals erbat beim Handelsministerium Aufträge für die darbende Fabrik.
Im Jänner 1888 berichtete die Presse von einem Verkauf der Hernalser Waggon- und Maschinenfabrik an ein Konsortium von Industriellen, an dessen Spitze der Stahlindustrielle Karl Wittgenstein stand. Der Kaufpreis betrug 750.000 Gulden. Es war die Gründung einer neuen Aktiengesellschaft und Einbeziehung der bisherigen Gesellschafter der Firma Carl von Milde beabsichtigt, auch an den Einstieg in das Waggonleihgeschäft dachte man.
Die wirtschaftliche Situation verbesserte sich auch in der Folgezeit nicht, einer der Gründe war der fehlende Anschluss an das Bahnnetz – Hernals sollte erst 1898 in Form der Vorortelinie der Wiener Stadtbahn an das Eisenbahnnetz angeschlossen werden.
Ab Juni 1888 wurden keine Waggons mehr gefertigt, so dass die Waggonbau-Abteilung mit Oktober geschlossen werden musste. Auch an anderweitigen Aufträgen mangelte es. Schließlich wurde die gesamte Fabrik im Dezember 1889 endgültig stillgelegt und die letzten 25 Arbeiter entlassen. Der leerstehende Fabrikskomplex wurde von den Gläubigern – die Creditanstalt und Karl Wittgenstein – im Jahr 1890 um 210.000 Gulden verkauft. 1893 wurde dieser zu einer Kaserne für die k.k. Landwehr adaptiert.